# Vleteren

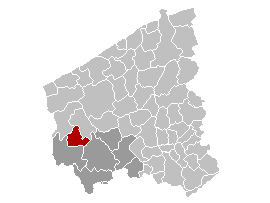
Vleteren.

Vleteren es una comuna o término municipal de Bélgica, situada en el Arrondissement de Ypres, en la provincia de Flandes Occidental. A comienzos de 2018 contaba con una población total de 3.659 personas. La extensión del término es de 38,15 km², con una densidad de población de 95,92 habitantes por km².

## Geografía

### Secciones del municipio
El municipio comprende los antiguos municipios, que se fusionaron en 1977:
| - Oostvleteren - Westvleteren - Woesten |

## Demografía

### Evolución
Todos los datos históricos relativos al actual municipio, el siguiente gráfico refleja su evolución demográfica, incluyendo municipios después de efectuada la fusión el 1 de enero de 1977.
| Gráfica de evolución demográfica de Vleteren entre 1846 y 2020 |
|                                                                |